# Noricumi Szent Szeverin
Szent Szeverin (kb. 410 – 482. január 8.) korai keresztény szerzetes.

## Élete
Életének hátterét a római birodalom összeomlásának és a germán törzsek dél felé nyomulásának viharos időszaka adja. Noricum – római tartomány a Dunától délre – helyzetére a vonuló hadakra jellemző tragédia – fosztogatás, öldöklés, a rettegés, a reménytelenség volt jellemző. A kor tragédiáját átérző szerzetesek Noricumban élénk és virágzó missziós szolgálatot folytattak. Tevékenységüket a kiépült egyházi szervezetek: templomok és kolostorok hálózata biztosította. Szent Szeverin tanítványának, Eugippiusnak († 533 után), a Vita Sancti Severini írása emlékszik meg munkásságáról. Az írás nem tér ki származására, pontos korát sem közli – születése 410. körülre tehető. Valószínűleg előkelő származású római volt [származásának helyét többféleképpen igyekszenek meghatározni: római volt-, Észak-Afrikából, vagy Kis-Ázsiából származott, esetleg hun lehetett(!)], a hatvanas évek elején került Noricumba, ahol haláláig tevékenykedett. Alsó- és Felső-Ausztria vidékein tűnt fel mint vándormissziós. Először Noricum legkeletibb városában, Asturisban (Klosterneuburg) telepedett le. Favianis (ma Ausztria, Mautern a Duna mellett) városka mellett kolostort alapított, s ez huzamos tartózkodási helyéül szolgált. Szolgálata túlterjedt Noricum nyugati határain és Dél-Noricumon, s felölelte a  Dráva vidékét is. Fő gondját a leginkább veszélyeztetett határvidékek képezték. Lelkipásztori munkájában főként arra törekedett, hogy a hitet felébressze és ébren tartsa az egyszerű népben éppúgy, mint a papságban. Meghatározott regulával befolyásolta környezete szerzetesi életét. A megszervezett beteggyógyítás mellett különös gondja volt a foglyok és a szegénye ellátására. A róluk való gondoskodást olyan jól megszervezte, hogy hatáskörének csaknem minden városában és kastélyában táplálták a szegényeket. De gondoskodott a rászorulók felruházásáról is. Karitatív tevékenysége segélyforrásául szolgált a tized beszolgáltatása, amelyet nyomatékosan megkövetelt. Feladatai megvalósításában megbízható segítőként álltak mellette a szerzetesek. A politikai zűrzavarokban és háborús cselekményekben gyakran békét szerzett. Egyszerű szerzetesként a tartomány voltaképpeni lelki feje volt; a püspökök is figyeltek szavára. Jelentős politikai hatalmával élve Szeverin arra törekedett, hogy megtartsa a római népi elemeket, vele együtt a római kultúrát és a kereszténység fennmaradását. Hogy még halálában se kerüljön barbár uralom alá, úgy rendelkezett, hogy holttestét a tartomány kiürítésekor vigyék át Itáliába. Favianisi kolostorában halt meg rövid szenvedés után 482. január 8-án, és ott is temették el. Ma a Nápoly melletti Frattamaggioréban nyugszanak földi maradványai. Tevékenységének igéje: Ima, böjt és az irgalmas szeretet cselekedetei: ezek teszik értékessé az embert! Ünnepét a katolikus egyház korábban január 19-én, ma január 8-án üli.